# Klub „Stara Remiza” we Włocławku
Klub „Stara Remiza” we Włocławku – samorządowa instytucja kultury, śródmiejska filia Centrum Kultury Browar B.

## Lokalizacja
Klub Stara Remiza mieści się najstarszej części miasta, w zabytkowej remizie straży pożarnej zbudowanej w 1905 r. przy ul. Żabiej 8 we Włocławku.

## Historia

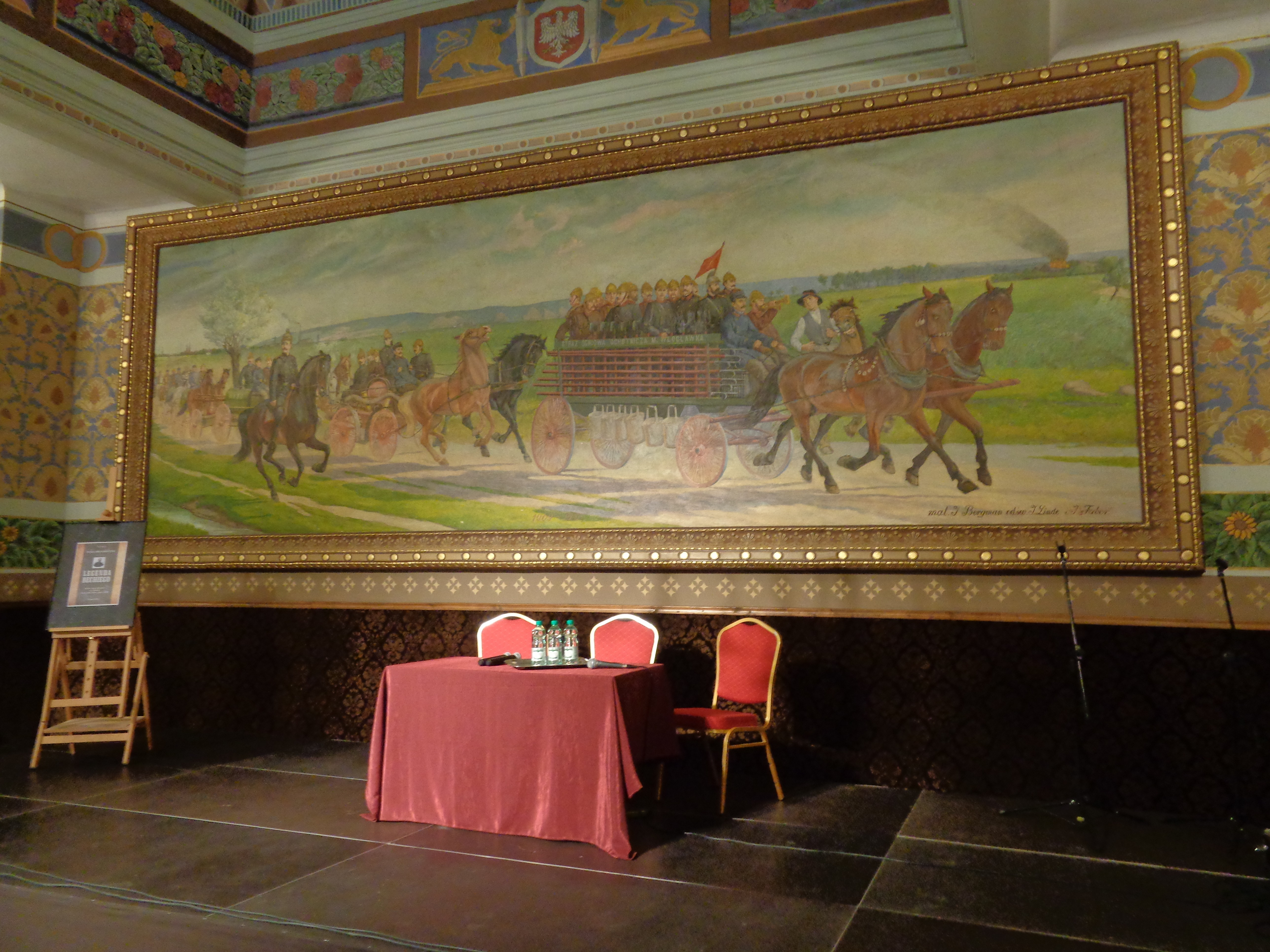
„Wyjazd do pożaru” autorstwa Józefa Bergmana z 1909 roku, znajdujący się w „Sali Zebrań” zabytkowej remizy.

W latach 1983–1986 Klub Stara Remiza działał jako Miejski Klub „Druh” przy ulicy 3-go Maja 27, następnie w 1995 roku został przeniesiony do pomieszczeń przy ulicy 3-Maja 22.  W 2003 roku Klub przeniesiono do XIX wiecznego budynku remizy strażackiej z czerwonej cegły z wieżą obserwacyjną, pierwszej siedziby Miejskiej Straży Ogniowej. Funkcję tę budynek pełnił przez 100 lat (1874-1974). Przy udziale konserwatorów przeprowadzono remont zabytkowego zegara znajdującego się na wieży obserwacyjnej oraz odrestaurowano wnętrze „Sali zebrań”, z malowidłem ściennym o wymiarach 8 na 2,5 metra przedstawiającego „Wyjazd do pożaru” autorstwa Józefa Bergmana z 1909 roku. Prace ukończono w październiku 2003 r. 

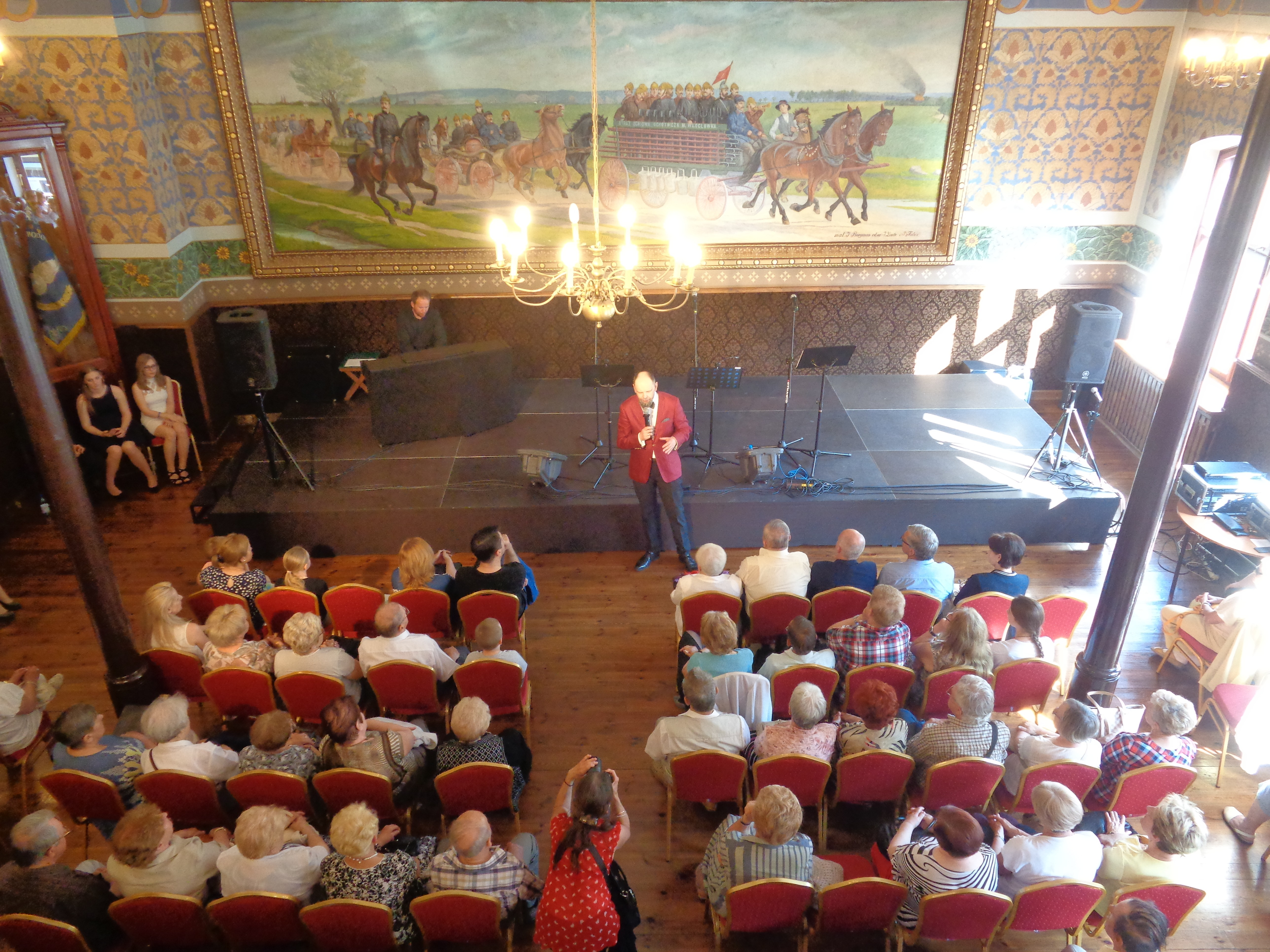
Przemowa przed koncertem „Witaj, majowa Jutrzenko” w Klubie Stara Remiza we Włocławku z okazji 227 rocznicy uchwalenia Konstytucji 3 Maja.

W 2012 roku w ramach Lokalnego Programu Rewitalizacji Włocławka budynek został gruntownie wyremontowany przy wsparciu środków z Europejskiego Funduszu Rozwoju Regionalnego w ramach Regionalnego programu Operacyjnego Województwa Kujawsko-Pomorskiego na lata 2007–2013.
W 2014 roku „Stara Remiza” obchodziła 140. rocznicę (trzeciej w Królestwie Polskiej po kaliskiej i częstochowskiej) Ochrony Przeciwpożarowej we Włocławku oraz 105. powstania malowidła ściennego w Sali Zebrań.

## Struktura
W placówce prowadzona jest różnorodna działalność kulturalna poprzez liczne sekcje, kluby i stowarzyszenia.
Prężnie działają tu kluby:
- Włocławski Klub Szachowy 1938
- Atelier Fotograficzne „Stara Remiza”
- Klub Brydżowy „Rekontra”
- Klub Miłośników Gier Strategicznych „Fenix”
- Włocławski Klub Modelarski „Iskra”
- Zespół Pieśni i Tańca „Wrzos”
- Klub Seniora „Senior Kujawy”
- Klub Seniora „Stokrotka”[4]

Klub prowadzi działalność dydaktyczną i wychowawczą:
- „Rodzinne warsztaty”
- „Ferie Browerie”

W Starej Remizie działają również:
- Sekcje taneczne: tańca nowoczesnego, współczesnego, break dance, hip hopu, old schoolu, poppingu i lockingu
- Szkółka językowa
- Sekcja wokalna
- Sekcja rękodzieła artystycznego
- Sekcja modelarska
- zajęcia z zakresu robotyki[5]

## Wydarzenia
W Klubie odbywają się recitale, kameralne koncerty, w tym cykle:
- „Deser z kulturą”
- „Gwiazdoteka”
- „Z Kolbergiem na szlaku"

Ponadto Klub organizuje: prelekcje historyczne, okolicznościowe uroczystości, spotkania stowarzyszeń i organizacji społecznych, wernisaże wystaw, pokazy i konferencje.